# Richard Brooks

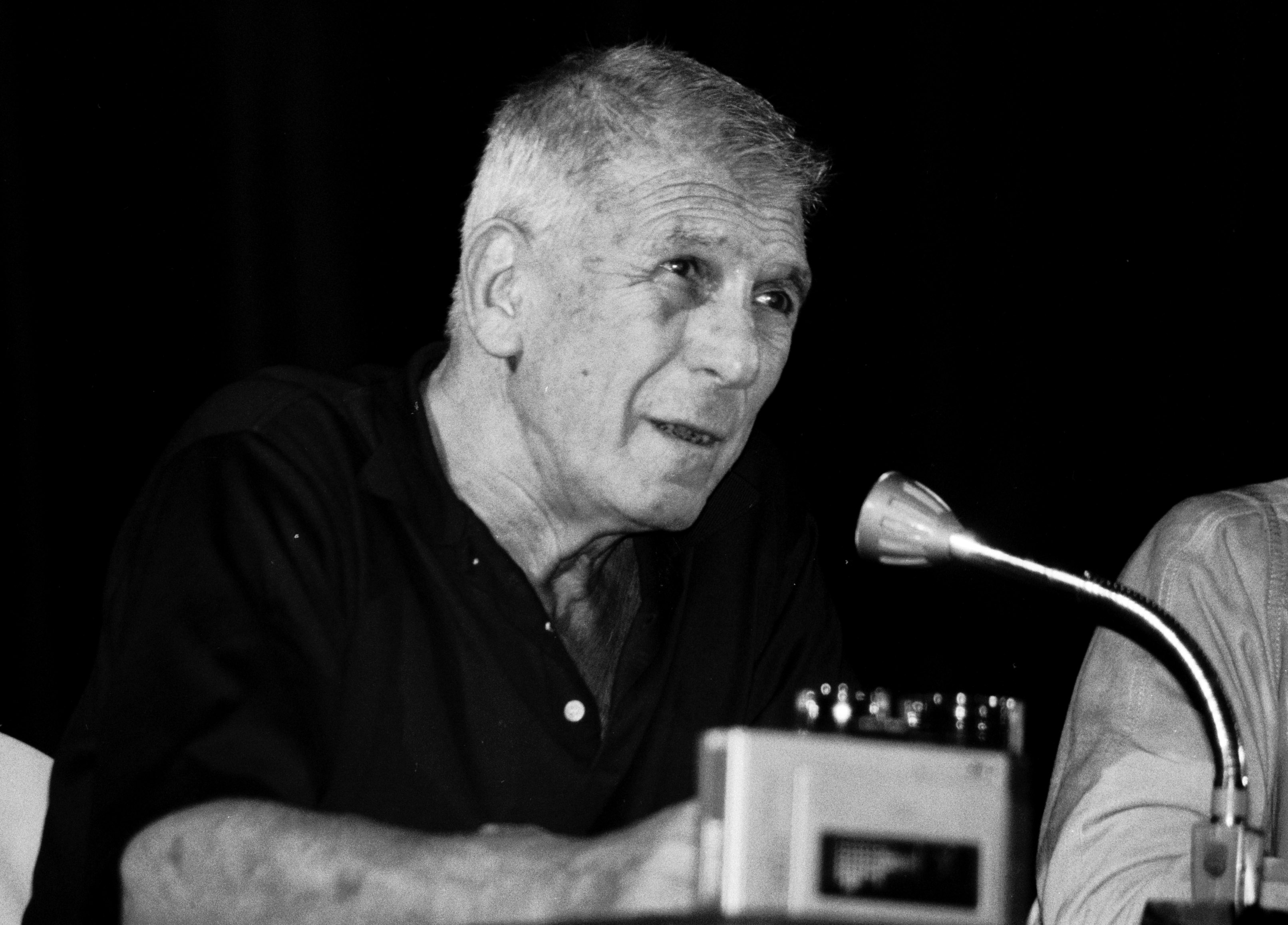
Richard Brooks (1986)

Richard Brooks (* 18. Mai 1912 in Philadelphia, Pennsylvania; † 11. März 1992 in Beverly Hills, Kalifornien; eigentlich Ruben Sax) war ein US-amerikanischer Drehbuchautor, Regisseur und Produzent in Hollywood.

## Leben
Brooks wurde in Philadelphia geboren, wo er die West Philadelphia High School und anschließend die Temple University besuchte. Er arbeitete für den Rundfunk und war für kurze Zeit auch Theaterregisseur, bevor er Drehbücher schrieb. Als Literat machte er sich einen Namen mit dem Roman The Brick Foxhole. In den 1940er Jahren schrieb er Drehbücher für die von der Kritik gelobten Filme Gangster in Key Largo (Key Largo, 1947) und Zelle R 17 (Brute Force, 1947). Beide Filme gelten als typische Vertreter des Film Noir. Ab 1962 war Brooks sein eigener Produzent und widmete sich zunehmend literarischen Stoffen. In seinen Werken geht es oft um menschliche Werte, um Recht und Ordnung, um den Einzelnen, der sich gegen die „Klischees“ und gegen eine „unheilige Ordnung“ stellt.
1950 führte er Regie bei dem Film Hexenkessel (Crisis), in dem der Schauspieler Cary Grant in einer sehr düsteren Rolle entgegen seinem sonstigen Typus besetzt war. Seinen einzigen Oscar gewann er 1960 für sein Drehbuch für Elmer Gantry. Für den Oscar nominiert wurde er 1955 für Die Saat der Gewalt (Blackboard Jungle), 1958 für Die Katze auf dem heißen Blechdach (Cat on a Hot Tin Roof), 1966 für Die gefürchteten Vier (The Professionals) und 1967 für Kaltblütig (In Cold Blood).
Da Brooks als Regisseur und Produzent immer darauf bestand, das Drehbuch selbst zu verfassen oder zumindest als Co-Autor daran mitzuwirken, ist er zu den klassischen Vertretern des Autorenfilms zu zählen.
Richard Brooks war dreimal verheiratet, alle Ehen wurden geschieden. Von 1941 bis 1944 war er mit der Schauspielerin Jean Brooks verheiratet, anschließend von 1946 bis 1957 mit Harriette Levin. 1960 heiratete er die britische Schauspielerin Jean Simmons, mit der er eine Tochter hatte und die in seinen Filmen Elmer Gantry und Happy End für eine Ehe spielt. Die Ehe wurde 1980 geschieden. Brooks starb im März 1992 im Alter von 79 Jahren in Beverly Hills an Herzinsuffizienz.

## Filmografie
- 1942: Men of Texas (Drehbuch)
- 1942: Sin Town (Drehbuch)
- 1943: Don Winslow of the Coast Guard (Drehbuch)
- 1943: Fluch der Tempelgötter (White Savage) (Drehbuch)
- 1944: My Best Gal (Drehbuch)
- 1944: Die Schlangenpriesterin (Cobra Woman) (Drehbuch)
- 1946: Rächer der Unterwelt (The Killers) (Drehbuch)
- 1946: Swell Guy (Drehbuch)
- 1947: Zelle R 17 (Brute Force) (Drehbuch)
- 1947: Im Kreuzfeuer (Crossfire) (literarische Vorlage mit dem Roman The Brick Foxhole)
- 1948: To the Victor (Drehbuch)
- 1948: Gangster in Key Largo (Key Largo) (Drehbuch)
- 1949: Hoher Einsatz (Any Number Can Play) (Drehbuch)
- 1950: Hexenkessel (Crisis) (Regie/Drehbuch)
- 1950: Die Tote in den Dünen (Mystery Street) (Drehbuch)
- 1951: Begegnung in Tunis (The Light Touch) (Regie/Drehbuch)
- 1951: Die Gefangene des Ku-Klux-Klan (Storm Warning) (Drehbuch)
- 1952: Die Maske runter (Deadline – U.S.A.) (Regie/Drehbuch)
- 1953: Arzt im Zwielicht (Battle Circus) (Regie/Drehbuch)
- 1953: Sprung auf, marsch, marsch! (Take the High Ground!)
- 1954: Damals in Paris (The Last Time I Saw Paris) (Regie/Drehbuch)
- 1954: Flammende Sinne (The Flame and the Flesh)
- 1955: Die Saat der Gewalt (Blackboard Jungle) (Regie/Drehbuch)
- 1956: Die letzte Jagd (The Last Hunt) (Regie/Drehbuch)
- 1956: Mädchen ohne Mitgift (The Catered Affair)
- 1957: Flammen über Afrika (Something Of Value) (Regie/Drehbuch)
- 1958: Die Brüder Karamasow (The Brothers Karamazov) (Regie/Drehbuch)
- 1958: Die Katze auf dem heißen Blechdach (Cat on a Hot Tin Roof) (Regie/Drehbuch)
- 1960: Elmer Gantry (Elmer Gantry) (Regie/Drehbuch)
- 1962: Süßer Vogel Jugend (Sweet Bird of Youth) (Regie/Drehbuch)
- 1965: Lord Jim (Lord Jim) (Produktion/Regie/Drehbuch)
- 1966: Die gefürchteten Vier (The Professionals) (Produktion/Regie/Drehbuch)
- 1967: Kaltblütig (In Cold Blood) (Produktion/Regie/Drehbuch)
- 1969: Happy End für eine Ehe (The Happy Ending) (Produktion/Regie/Drehbuch)
- 1971: Der Millionenraub ($) (Regie/Drehbuch)
- 1975: 700 Meilen westwärts (Bite the Bullet) (Produktion/Regie/Drehbuch)
- 1977: Auf der Suche nach Mr. Goodbar (Looking for Mr. Goodbar) (Produktion/Regie/Drehbuch)
- 1982: Flammen am Horizont (Wrong Is Right) (Produktion/Regie/Drehbuch)
- 1985: Jackpot (Fever Pitch) (Regie/Drehbuch)

## Auszeichnungen
Oscar
- 1961: Oscar in der Kategorie Bestes Originaldrehbuch für Elmer Gantry

Directors Guild of America, USA
- 1990: Preston Sturges Award

Edgar Allan Poe Awards
- 1948: Edgar für den besten Film, Im Kreuzfeuer, gemeinsam mit John Paxton (Drehbuch); Dore Schary, Adrian Scott (Produzenten); Edward Dmytryk (Regisseur)

National Board of Review, USA
- 1967: NBR Award für den besten Regisseur von Kaltblütig

Western Heritage Awards
- 1976: Bronze Wrangler für den theatralischen Film 700 Meilen westwärts, gemeinsam mit John C. Champion (Regisseur); Ben Johnson, Jan-Michael Vincent, Candice Bergen, James Coburn, Gene Hackman (Schauspieler)

Writers Guild of America, USA
- 1961: WGA Award (Screen) für das beste Drehbuch (amerikanisches Drama), Elmer Gantry